# Украдени живот
Украдени живот (енгл. A Hidden Life) је историјска, биографска филмска драма у режији и по сценарију Теренса Малика из 2019. године. Филм приказује живот Франца Јегерштетера, аустријског пољопривредника и побожног римокатолика, који је одбио да служи у нацистичкој војсци у Другом светском рату због чега је био убијен у гаражи берлинског затвора Браденбург. Сценарио је заснован на писмима која су Франц и његова жена Франциска размењивали, а које је постхумно приредила Ерна Пуц. Главне улоге тумаче Аугуст Дил и Валери Пахнер, док споредне улоге тумаче Матијас Шунартс, Карл Маркович, Јирген Прохнов, Франц Роговски, као и Мајкл Никвист и Бруно Ганц, којима су ово биле уједно и последње улоге за живота.
Филм је снимљен током осам недеља у јулу и августу 2016 године, а сниман је у Италији, Аустрији и Немачкој. У односу на скорашње Маликове филмове, „Украдени живот” има чвршћу наративну структуру и јасну фабулу, али чува све препознатљиве карактеристике његових филмова: раскошну фотографију, „лелујаву” и динамичну камеру, брзо монтажно смењивање кадрова, мали број дијалога и издвојену нарацију. Филм је тематски и иконографски заснован на хришћанском учењу, а драматуршки преузима образац од житија светаца. Сам наслов је преузет из последњег пасуса романа „Мидлмарч” енглеске књижевнице Џорџ Елиот.
Остварење је премијерно приказано на Канском фестивалу у мају 2019. године, где је освојио Награду екуменског жирија. У Србији је премијерно приказан на Фесту у марту 2020. године. Филмска критика га је дочекала углавном позитивним оценама.

## Радња
Пољопривредник Франц Јегерштетер (Аугуст Дил), живи у малом, планинском селу Радегунд у Аустрији, где заједно са супругом Франциском (Валери Пахнер) брине о газдинству и васпитава своје три ћерке. Породица Јегерштетер је цењена породица у крају и чврсто је повезана са другим становницима сеоског округа. Након што је Нацистичка Немачка припојила Аустрију, а потом и покренула војне походе, сви аустријски мушкарци су позвани да служе у немачкој војсци. Франц одлази на војну обуку, где борави неколико месеца. Након што је Француска капитулирала, он се враћа у своје село и заједно са својом супругом, мајком, децом и свастиком (Марија Симон) наставља да води планинско газдинство.
Хитлерови походи се настављају, те пунолетни мушкарци опет добијају војни позив. Франц због својих религијских и моралних светоназора гаји сумњу у исправност нацистичких намера. Он одбија да се сам пријави војном одреду, што проузрокује да сви у његовој околини, осим супруге, почну да врше притисак на Франца због овакве одлуке. Када коначно добије званични војни позив, Франц одлази у касарну, где јавно одбија да положи заклетву нацистичкој војсци. Војне власти га хапсе и спроводе прво у затвор у Енсу, а потом и главни нацистички притвор у берлинском предграђу Тегел.
Друга половина филма паралелно приказује живот Франца у затвору и Франциске у Радегунду уз неизменичну нарацију одломака из њихових писама. Док Франца стражари муче, понижавају и наговарају да одустане од свог пацифизма, дотле Франциску нападају становници села јер сматрају да јој је муж издајник. Ратни суд Рајха осуђује Франца на смрт због „поткопавања ратног морала”. Франциска долази у затвор где се опрашта од свог мужа. Франц је гиљотиран у августу 1943. године.

## Улоге
| Глумац          | Улога                 |
| --------------- | --------------------- |
| Аугуст Дил      | Франц Јегерштетер     |
| Валери Пахнер   | Франциска Јерерштетер |
| Матијас Шунартс | капетан Хердер        |
| Мајкл Никвист   | бискуп Јозеф Флисер   |
| Бруно Ганц      | судија Луебен         |
| Карл Маркович   | начелник              |
| Марија Симон    | Рези                  |
| Јирген Прохнов  | мајор Шлегел          |
| Франц Роговски  | Валдлан               |

## Снимање
Филм је снимљен за осам недеља у јулу и августу 2016. године, а сниман је 24 дана у јужном Тиролу, најсевернијој покрајини Италије, затим у самој Аустрији, а неколико дана снимано је и у самом селу Радегунт. Сцене у затвору снимане су 7 дана у Цитауу и 7 дана у Берлину. Главни уметнички директор Стив Самерсгил је изјавио да су локације биле помно биране ради своје текстуре, аутентичности и визуелне упечатљивости.
Сниматељска екипа је морала бити мала, флексибилна и окретна, посебно јер су сниматељ Видмер и Малик желели да што мање користе вештачка осветљења приликом снимања. Већина сцена, укључујући и оне у затвору, снимане су у одговарајуће доба дана све док не би нестала дневна светлост. Како је објаснио Видмер: „Промена услова осветљења захтевала је нашу сталну пажњу како би се осигурала одговарајућа експозиција”.

## Музика
Музику је компоновао Џејмс Њутон Хауард, а међу бројним музичарима који су сарађивали на албуму био је и виолиниста Џејмс Енес. Њутон Ховард је, причајући о процесу компоновања, истакао да је у питању: „духовни музички албум... Тери је често са мном разговарао о патњи садржаној у љубави, стога се на овом албуму осећају чежња, патња и љубав”. Албум се састоји од четрдесетак минута оригиналних Њутонових композиција у комбинацији са класичним музичким комадима Баха. Дворжака, Хендла. Горецког и Перта. Снимљен је за један дан у Еби роад студију (Abbey Road Studios) под диригентском палицом Пита Ентонија у Лондону јуна 2018. године. Албум је објавила издавачка кућа Сони мјузик рекордс (Sony Classical Records) 6. децембра 2019. године.